# 丸尾末広
丸尾 末広（まるお すえひろ、1956年1月28日 - ）は、日本の漫画家、イラストレーター。男性。長崎県出身。別表記は丸尾 末廣。代表作に『少女椿』など。

## 来歴
長崎県諫早市に7人きょうだいの末っ子として生まれる。実父は不明で4歳の時に母が継父と再婚したが「自分が生まれてから父親が死ぬまでに全部あわせても5分くらいしか喋ったことがない」と丸尾は述べている。その後、小学六年生までの間に親戚の養子になったり生活保護を受ける継父の家に出戻ったりと複雑な少年時代を送った。
中学卒業後、家族や学校に対する執着心のなさから高校に進学せず、16歳の時に上京して板橋区の凸版製本に就職するも無断欠勤のため2年で退社。以後、スリの見張り役やパチンコ店などを始め30もの職業を体験。絵は完全に独学だという。17歳の時に『週刊少年ジャンプ』に作品を持ち込みするも、作画が週刊誌のスタイルに合わないとの編集者の指針により不採用となる。
1980年、官能劇画誌『エロス'81 劇画悦楽号2月号増刊』（サン出版）にて『リボンの騎士』でデビュー。1982年、青林堂から初の単行本『薔薇色ノ怪物』を刊行。以降、小説の挿絵などを描く傍ら官能劇画誌『漫画エロス』や『ガロ』を中心に作品を発表する。
一時期活動を中断していたが、2007年、『コミックビーム』2007年7月号より江戸川乱歩の『パノラマ島綺譚』完全漫画化作品の連載を開始。2008年に単行本化され、2009年に同作品で手塚治虫文化賞新生賞を受賞した。
2014年5月より、webマガジンぽこぽこにて肖像画を依頼できるサービスへ参加している。
2020年10月より京都のGallery SUGATAにて、画業40周年を記念した原画展「NEXT ONE」を開催。

## エピソード
- 劇団「東京グランギニョル」の宣伝美術を担当し、役者としても活動していた。また、湯澤幸一郎作・演出のオリジナル舞台「マグダラなマリア」の舞台美術を第一作目の2008年から現在までシリーズを通して担当している。
- 23歳の時（1979年）にも某アングラ劇団に参加していたが「メンバーのほとんどが学生で親からの仕送りで生活しながら国家を告発するかの如き大げさな芝居をやり、メジャー文化を似非文化と馬鹿にして得意がっているのを見てあきれる。20歳を過ぎて親から金をもらって生活している人間がこの世に存在することが信じられなかった」と述べている[5]。
- 代表作『少女椿』は1990年代初頭にアニメ化されている。この作品は神社の境内で上映され、スモークや紙吹雪などの独特の演出がなされた。なお、この作品のメディア化は日本国内では基本的に行われていない（VHSビデオは少数が配布されたことがある）が、フランスでは『MIDORI』というタイトルで正式にDVDになっている。また、『少女椿』の主人公「みどりちゃん」は、筋肉少女帯の「何処へでも行ける切手」という曲を経て『新世紀エヴァンゲリオン』のヒロイン綾波レイのキャラクターデザインに影響を与えた（詳細は綾波レイを参照）。また、これら一連の出来事の前に、同バンド最大のシングルヒット曲となった元祖高木ブー伝説のCDジャケットイラストを担当している。
- 日本国外でも、アメリカ、イタリア、フランス、ドイツ、スペインでも単行本、またはアンソロジー本の一部として作品が出版され、エログロにカテゴライズされている。また、アメリカのアヴァンギャルドジャズグループ、ネイキッド・シティのアルバムジャケットにもイラストが収録されている。
- 大正時代から昭和まで活躍した画家、高畠華宵のファンで作風に影響を受けた[6]。

## 作品リスト

### 漫画
- 薔薇色ノ怪物
  - 1982年 - 青林堂
  - 1992年 - 青林堂 ISBN 4-7926-0105-3
  - 2000年 - 青林堂 ISBN 4-7926-0310-2 （新装版）
  - 2006年 - 青林工藝舎 ISBN 4-8837-9224-2（改訂版）
- 夢のQ-SAKU
  - 1982年 - 青林堂 ISBN 4-7926-0110-X
  - 2000年 - 青林堂 ISBN 4-7926-0311-0 （新装版）
  - 2006年 - 青林工藝舎 ISBN 4-8837-9226-9（改訂版）
- DDT─僕、耳なし芳一です
  - 1983年 - 青林堂 ISBN 4-7926-0122-3
  - 1999年 - 青林工藝舎 ISBN 4-88379-020-7 （新装版）
- 少女椿
  - 1984年 - 青林堂 ISBN 4-7926-0129-0
  - 1999年 - 青林堂 ISBN 4-7926-0306-4 （改訂版）
  - 2003年 - 青林工藝舎 ISBN 4-88379-141-6 （03'改訂版）
- キンランドンス
  - 1985年 - 青林堂 ISBN 4-7926-0143-6
  - 2000年 - 青林堂 ISBN 4-7926-0319-6 （新装版）
  - 2008年 - 青林堂 ISBN 4-7926-0406-0 （改訂版）
- パラノイア・スター
  - 1986年 - 河出書房新社 ISBN 4-309-72504-X
- 丸尾地獄
  - 1988年 - 青林堂
  - 2001年 - 青林堂 ISBN 4-7926-0355-2 （新装版）
- 国立少年（ナショナルキッド）
  - 1989年 - 青林堂 ISBN 4-7926-0191-6
- 犬神博士
  - 1994年 - 秋田書店 ISBN 4-253-10379-0
- 風の魔転郎
  - 1995年 - 徳間書店 ISBN 4-19-950011-1
- ギチギチくん
  - 1996年 - 秋田書店 ISBN 4-253-10318-9
- 月的愛人 ルナティックラヴァーズ
  - 1997年 - 青林堂
  - 1998年 - 青林堂 ISBN 4-7926-0309-9 （改訂版）
  - 2007年 - 青林工藝舎 ISBN 4-88379-241-2 （新装版）
- 新ナショナルキッド
  - 1999年 - 青林工藝舎 ISBN 4-88379-044-4
- 笑う吸血鬼
  - 2000年 - 秋田書店 ISBN 4-253-10310-3
- ハライソ 笑う吸血鬼2
  - 2004年 - 秋田書店 ISBN 4-253-10311-1
- パノラマ島綺譚
  - 2008年 - エンターブレイン ISBN 978-4-7577-3969-7
- 芋虫
  - 2009年 - エンターブレイン ISBN 978-4-0472-6085-6
- 瓶詰の地獄
  - 2012年 - エンターブレイン ISBN 978-4-0472-8142-4
- トミノの地獄
  - 『月刊コミックビーム』（エンターブレイン）2014年3月号 - 2019年1月号
  - 2014年 - エンターブレイン ISBN 978-4-04-730048-4 単行本第1巻
  - 2016年 - エンターブレイン ISBN 978-4-04-730948-7 単行本第2巻
  - 2017年 - エンターブレイン ISBN 978-4-04-734598-0 単行本第3巻
  - 2019年 - エンターブレイン ISBN 978-4-04-735534-7 単行本第4巻
- アン・グラ
  - 『月刊コミックビーム』（エンターブレイン）2020年12月号[7] - 2022年3月号（第一部[8]）、2022年11月号[9] - 2023年4月号[10]

### イラスト集
- 江戸昭和競作無惨絵英名二十八衆句月岡芳年・丸尾末広・花輪和一共作
  - 1988年 - リブロポート　ISBN 978-4845703128
- 丸尾画報I
  - 1996年 - トレヴィル
- 丸尾画報II
  - 1996年 - トレヴィル
- 新世紀SM画報
  - 2000年 - 朝日ソノラマ
- 丸尾画報EX I
  - 2005年 - 河出書房新社
- 丸尾画報EX II
  - 2005年 - 河出書房新社
- 乱歩パノラマ 丸尾末広画集
  - 2010年 - エンターブレイン
- 新世紀SM画報 新装版
  - 2012年 - 河出書房新社
- 無惨絵 新英名二十八衆句 （*ポスター・ブック仕様での復刻）
  - 2012年 - エンターブレイン
- 丸尾画報DX I
  - 2013年 - 河出書房新社
- 丸尾画報DX II
  - 2013年 - 河出書房新社
- 丸尾画報DX I改
  - 2018年 - エディシオン・トレヴィル／河出書房新社
- 丸尾画報DX II改
  - 2018年 - エディシオン・トレヴィル／河出書房新社
- 丸尾画報DX III
  - 2018年 - エディシオン・トレヴィル／河出書房新社

### 装画
- 山田詠美 - 『賢者の愛』（2015年1月9日発売）
- 後藤護-　『悪魔のいる漫画史』　(2023年12月21日発売)

### CDジャケット
- ジョン・ゾーン - 『ネイキッド・シティ』（1990年2月9日発売）
- BALZAC - 『全能ナル無数ノ眼ハ死ヲ指サス』（2000年11月29日発売）
- ザ・スターリントリビュートアルバム - 『365:A TRIBUTE TO THE STALIN』（2001年1月24日発売）
- assfort - 『FREE PUNK CUSTOMIZE KIT』（2001年2月7日発売）
- MERRY - 『個性派ブレンド〜黄昏編〜』（2002年9月15日発売）

『個性派ブレンド～純情・情熱編～』（2002年11月17日発売）
『個性派ブレンド クラシック〜OLDIES TRACKS〜』（2005年6月1日発売）
- R指定 - 『日本沈没』（2012年2月1日発売）
- 怪人二十面奏 - 『怪人二十面奏』（2017年6月21日発売）
　　　　　　『聲命力』（2019年6月26日発売）
- アーバンギャルド - 『愛と幻想のアーバンギャルド』 [通常版] （2018年11月21日）

### レコードジャケット
- THE STALIN - 『虫』（1983年4月25日発売）
- AUTO-MOD - 『REQUIEM』（1983年8月21日発売）
- 恐悪狂人団 - 『NO!〜有為転変を乗り越えて不壊不動の境地に至れ！〜』（1988年7月発売）
- 筋肉少女帯 - 『元祖高木ブー伝説』（1989年12月5日発売）

### ゲームキービジュアル
- 市松寿ゞ謡 製作 - 『ぐちゃぐちゃ 蟠の章』（2024年10月24日配信）